# 禁衛府

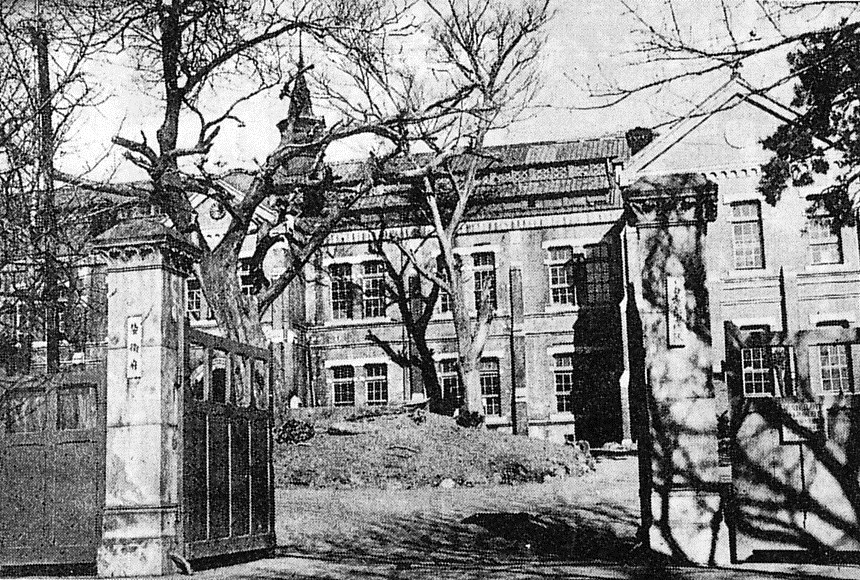
禁衛府庁舎（現東京国立近代美術館工芸館）

禁衛府（きんえいふ、旧字体：禁衞府、Imperial Police Guard）とは、昭和20年（1945年）9月10日から昭和21年（1946年）3月31日にかけて存在した、日本の宮内省（現・宮内庁）に置かれた機関である。禁衛府官制（昭和20年皇室令第22号）よって設置された。

## 概要
禁衛府の目的は、皇族の警護と皇室御用地を範囲とした警察活動および消防活動などである。なお「禁衛府」を英訳するにあたっては「Imperial Police Guard」とするなど、現行の皇宮警察（英称：Imperial Guard Headquarters）よりも警察であることを強調する名称となっている。徽章は菊花紋章を桜葉が囲む意匠となっていた。

## 沿革

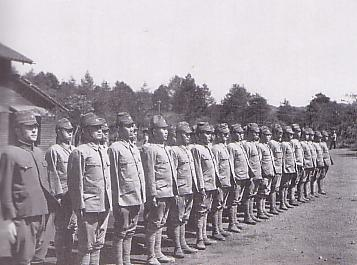
発足まもない禁衛府の衛士たち

禁衛府の前身は宮内省警衛局皇宮警察部と、帝国陸軍近衛師団である。それまでは両者が宮城警備の任についていたが、連合国（GHQ/SCAP）による軍備解体の影響は近衛師団にも及んだ。これは第一次世界大戦後のドイツの再軍備に、警察軍が下地となった経緯があるため、近衛師団の組織を温存することが日本の再軍備に結びつくのではないかという危惧があったといわれる。しかしながら、軍が解体されることで、進駐軍将兵や革命勢力の不敬行為が容易になり、皇室の安寧に脅威を及ぼす懸念から、皇宮警察と近衛師団を統合した新組織を作ることになった。
9月10日に、禁衛府は正式に発足した。禁衛府は皇宮警察部と皇宮衛士総隊に分かれ、前者は旧皇宮警察より、後者は主に旧近衛師団から選抜した精鋭をもって充てた。これまで近衛師団は女人禁制であったが、新たに女性約30人が禁衛府職員として採用された。
このようにして旧近衛師団の兵士がそのまま新禁衛府の衛士になったのであるが、彼らはあくまでも徴兵された結果、近衛兵になったのであって、職業としてこの任務に就いたのではなかった。彼らの故郷は全国にまたがっており、終戦後の社会混乱もあって一刻も早く復員して故郷に帰りたいという希望が殺到していた。そのため、新たに職業（宮内省官吏）としての「衛士」を応募することになった。昭和21年度春季採用試験は、1946年1月9日から11日にかけて行われ、合格者は即日採用された。採用者はそのまま旧近衛騎兵連隊兵舎内に設けられた「臨時皇宮衛士教習所」に送られ、直ちに衛士としての教育がはじまった。臨時皇宮衛士教習所では、「禁闕守護教科書」と呼ばれる教科書を使って授業が行われ、規定では9週間の教育を受けることになっていた。
また旧日本陸軍の高級将校のなかには、禁衛府を将来の再軍備の中核として期待する向きも多かった。旧陸軍軍事課は、重・軽機関銃隊に加えて、装甲儀仗隊のなかに大砲を外した軽戦車を隠し持つことを計画していたとされる。
しかし、これらの再軍備の動きが警戒されたこともあり、3月末をもって禁衛府は廃止されることになった。そのため新しく採用された衛士も2月26日に教習所を出て、約1か月を衛士として勤務し、3月26日をもって免職となった。ただし、希望者は宮内省職員や皇宮警察職員に採用されることになった。
禁衛府廃止後、皇宮警察は宮内省皇宮警察署に改組された。昭和22年（1947年）1月1日に警視庁皇宮警察部となり、その後改組、移管をかさね、現在は警察庁の附属機関として皇宮警察本部に至る。

## 皇宮衛士の階級
- 衛士監（勅任官・奏任官） - 帝国陸軍将校に相当
- 衛士長（判任官）- 帝国陸軍下士官に相当
- 衛士（判任官待遇）- 帝国陸軍兵に相当

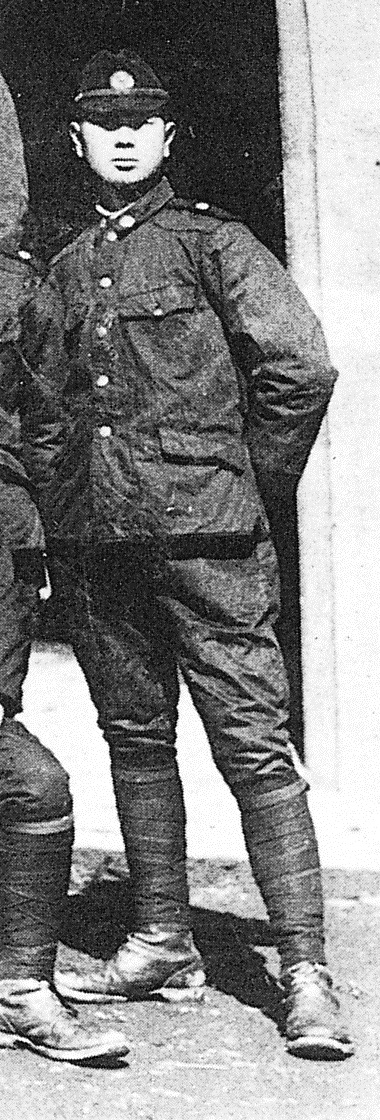
衛士の制服
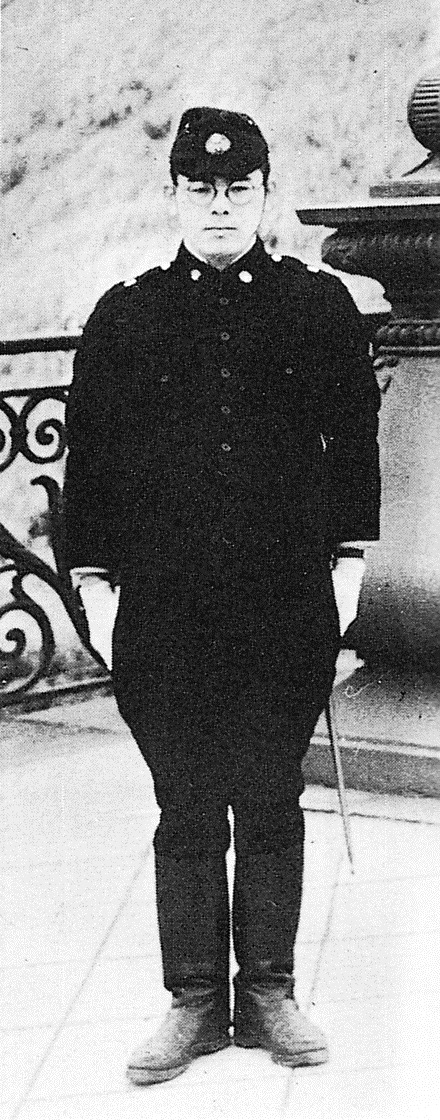
衛士監の制服
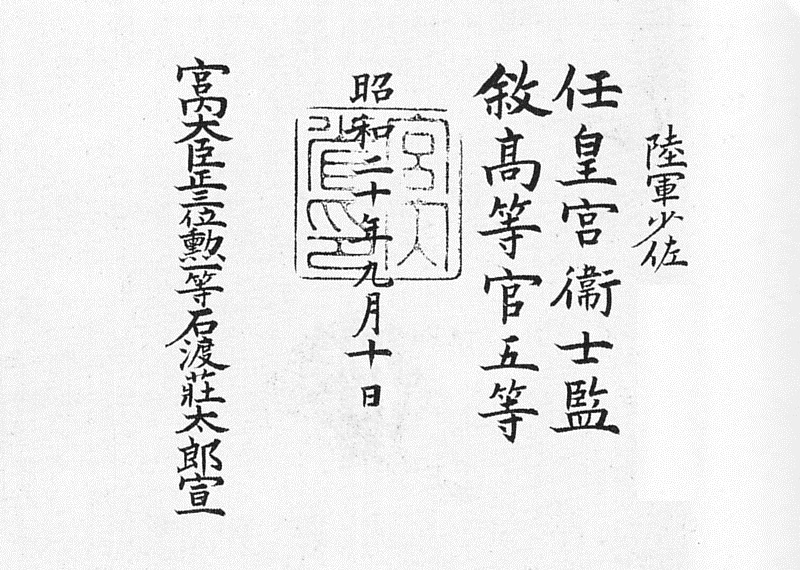
衛士監の辞令

## 組織

### 幹部
- 禁衛府長官（勅任官）
  - 後藤光蔵：1945年9月10日 -
  - 菊池盛登：1946年1月24日 - 4月1日
- 禁衛府次長（勅任官）
  - 菊池盛登：1945年9月12日 -
  - （扱）菊池盛登：1946年1月24日 -
  - （兼）加藤進：1946年2月25日 - 4月1日

### 内部部局
- 総務部
  - 庶務課
  - 企画課
  - 経理課
  - 器材課
  - 衛生課
- 皇宮警察部：皇宮警察部は旧宮内省警衛局皇宮警察部を中心に編成された。
  - 警務課：総務を担当した。
  - 警衛課
  - 消防課
  - 第一分遣所
  - 第二分遣所
  - 赤坂分遣所
  - 京都警務課
- 皇宮衛士総隊：総隊は旧近衛師団を中心に編成された。
  - 衛士総隊本部
  - 第一皇宮衛士隊
    - 衛士隊本部
    - 右近隊（第一大隊）
      - 第一寮（第一中隊）
      - 第二寮（第二中隊）

    - 左近隊（第二大隊）
      - 第三寮（第一中隊）
      - 第四寮（第二中隊）

    - 輸送隊
    - 特別儀仗隊

  - 第二皇宮衛士隊
    - 衛士隊本部
    - 右近隊（第一大隊）
      - 第一寮（第一中隊）
      - 第二寮（第二中隊）

    - 左近隊（第二大隊）
      - 第三寮（第一中隊）
      - 第四寮（第二中隊）

    - 輸送隊
    - 奏楽隊：旧陸軍戸山学校の軍楽隊を中心に編成され、小山卯三郎が隊長を務めた。